# محمد إقبال الصيدلي
محمد إقبال بن عمر محمود عبد الله الصيدلي سياسي عراقي شغل منصب وزير التربية العراقية للفترة (2014-2018)، ولد في 28 كانون الثاني/يناير 1972 في مدينة الموصل شمال العراق.